# Slowakei-Rundfahrt 2022
Die Slowakei-Rundfahrt 2021 war die 66. Austragung der Slowakei-Rundfahrt und fand als Etappenrennen vom 13. bis zum 17. September 2022 statt. Zudem gehörte das Radrennen zur UCI Europe Tour 2022 und war dort in die Kategorie 2.1 eingestuft.
Der Tscheche Josef Černý übernahm nach der zweiten Etappe das gelbe Trikot und konnte dieses bis zum Schluss verteidigen und sicherte sich so den Gesamtsieg. In der Teamwertung setze sich das niederländische Team Jumbo-Visma durch.

## Teilnehmende Mannschaften
| WorldTeams | ProTeams | Continental Teams | Nationalmannschaften |
| --- | --- | --- | -------------------- |
| - Astana Qazaqstan Team - Bahrain Victorious - Israel–Premier Tech - Jumbo–Visma - Quick-Step Alpha Vinyl Team | - Bardiani CSF Faizanè - Caja Rural–Seguros RGA - Eolo-Kometa Cycling Team - Equipo Kern Pharma - Human Powered Health - Team Novo Nordisk | - Adria Mobil - ATT Investments - Biesse-Carrera - Dukla Banska Bystrica - Elkov-Kasper - HRE Mazowsze Serce Polski - Maloja Pushbikers - Santic-Wibatech - VolkerWessels Cycling Team | - Slowakei           |

## Wertungen im Tourverlauf
| Etappe         | Etappensieger  | Gesamtwertung | Punktewertung  | Bergwertung       | Nachwuchswertung | Bester Slowake | Teamwertung                 |
| -------------- | -------------- | ------------- | -------------- | ----------------- | ---------------- | -------------- | --------------------------- |
| Prolog         | Ethan Vernon   | Ethan Vernon  | nicht vergeben | nicht vergeben    | Ethan Vernon     | Martin Svrček  | Quick-Step Alpha Vinyl Team |
| 1              | Ethan Vernon   | Ethan Vernon  | Ethan Vernon   | Matúš Štoček      | Ethan Vernon     | Martin Svrček  | Quick-Step Alpha Vinyl Team |
| 2              | Archie Ryan    | Josef Černý   | Ethan Vernon   | Lorenzo Fortunato | Archie Ryan      | Martin Svrček  | Jumbo-Visma                 |
| 3              | Koen Bouwman   | Josef Černý   | Ethan Vernon   | Lorenzo Fortunato | Archie Ryan      | Martin Svrček  | Jumbo-Visma                 |
| 4              | Jasper Haest   | Josef Černý   | Jasper Haest   | Lorenzo Fortunato | Archie Ryan      | Martin Svrček  | Jumbo-Visma                 |
| Wertungssieger | Wertungssieger | Josef Černý   | Jasper Haest   | Lorenzo Fortunato | Archie Ryan      | Martin Svrček  | Jumbo-Visma                 |